# 劉德馨 (光緒進士)
劉德馨（?—?），河南省彰德府涉縣人，清朝政治人物、同進士出身。

## 生平
光緒九年（1883年），参加癸未科殿試，登進士三甲96名。同年五月，著交吏部掣签分发各省，以知县即用。